# Гарві Елліотт
Гарві Деніел Джеймс Елліотт (англ. Harvey Daniel James Elliott; нар. 4 квітня 2003, Чертсі) — англійський футболіст, півзахисник клубу «Ліверпуль».

## Кар'єра

### Клубна
Вихованець футбольної академії лондонського «Фулгема». За дорослу команду дебютував 25 вересня 2018 року в матчі третього раунду Кубка ліги проти «Міллвола», ставши наймолодшим гравцем «дачників» в історії клубу: на момент дебюту йому було 15 років і 174 дні. В англійській Прем'єр-лізі дебютував 4 травня 2019 року в матчі проти «Вулвергемптона» і став наймолодшим гравцем в історії турніру: на момент дебюту йому було 16 років та 30 днів.
28 липня 2019 року перейшов у «Ліверпуль», а вже у серпні здобув свій перший трофей у клубі, вигравши Суперкубок УЄФА 2019 року, втім усю гру проти «Челсі» просидів на лаві для запасних. Дебютував за клуб 25 вересня 2019 року матчі за Кубка ліги проти клубу «Мілтон-Кінз Донз» у віці 16 років і 174 дні він став наймолодшим гравцем клубу, який розпочав офіційний матч за «червоних» основі, і другим наймолодшим, хто зіграв у офіційному поєдинку «Ліверпуля» після Джерома Сінклера. Наступного місяця, під час матчу наступного раунду Кубка ліги проти столичного «Арсеналу» (5:5, 5:4 пен.), Елліотт знову вийшов в основі й став наймолодшим гравцем, який розпочав з перших хвилин домашній матч «Ліверпуля» у віці 16 років і 209 днів.
У грудні 2019 року потрапив у заявку «Ліверпуля» на Клубний чемпіонат світу 2019 року.
З 2020 на правах оренди виступає у складі клубу «Блекберн Роверз».

### У збірній
Виступав за юнацькі збірні Англії до 15 та до 16 років. Наразі виступає у складі збірної до 17 років.

## Досягнення

### Клубні
- Володар Суперкубка УЄФА (1): 2019
- Чемпіон світу серед клубів (1): 2019
- Чемпіон Англії (2): 2019-20, 2024-25
- Володар Кубка Футбольної ліги (2): 2021-22, 2023-24
- Володар Кубка Англії (1): 2021-22
- Володар Суперкубка Англії (1): 2022

### Збірні
- Чемпіон Європи серед молодіжних команд (2): 2023, 2025